# Diplazium hottae
Diplazium hottae är en majbräkenväxtart som beskrevs av Motozi Tagawa.
Diplazium hottae ingår i släktet Diplazium och familjen Athyriaceae. Inga underarter finns listade i Catalogue of Life.